# Augochloropsis acis
Augochloropsis acis är en biart som först beskrevs av Smith 1879.  Augochloropsis acis ingår i släktet Augochloropsis och familjen vägbin. Inga underarter finns listade.